# Аматричана
Аматричана (итал. L'Amatriciana, римский диалект: matriciana) — итальянский соус, основными компонентами которого являются аналог бекона гуанчале, сыр пекорино и помидоры. Назван в честь городка Аматриче в провинции Риети региона Лацио. Аматричана включена в список традиционных пищевых продуктов региона Лацио.

## История
Предшественником аматричаны был соус грича (итал. gricia или griscia), который, по одной из версий, был назван в честь деревушки Гришано (итал. Grisciano), входящей в настоящее время в состав коммуны Аккумоли, расположенной недалеко от Аматриче. Соус грича до сих пор известен как аматричана без помидоров, хотя он отличается и другими ингредиентами.
Соус с добавлением помидоров был придуман в конце XVIII века. Первое письменное упоминание о нём встречается в кулинарной книге «L’Apicio Moderno», написанной в 1790 году римским поваром Франческо Леонарди.
К началу XIX века популярность макарон с соусом аматричана в Риме значительно возросла благодаря тесным связям Рима с Аматриче. Аматричана стала вскоре считаться классическим блюдом римской кухни. На римском диалекте этот соус стал называться матричана, потеряв первую безударную гласную, что характерно для этого диалекта.

## Варианты
Рецепт аматричаны распространился по всей территории Лацио, претерпев некоторые изменения. Практически везде используются гуанчале. В некоторых рецептах, например, в поваренной книге Госетти, помидоры не упомянуты. Лук не используется в городе Аматриче, но рекомендуется в классических римских кулинарных книгах. В качестве жира чаще всего используется оливковое масло, реже смалец, или же аматричана готовится вообще без добавления жира. В соус может добавляться чеснок, поджаренный на оливковом масле. В качестве сыра используется пекорино романо или аматричанский овечий сыр. Иногда добавляется чёрный перец или капсикум.
Аматричана подаётся со спагетти, букатини или ригатони.

## Галерея

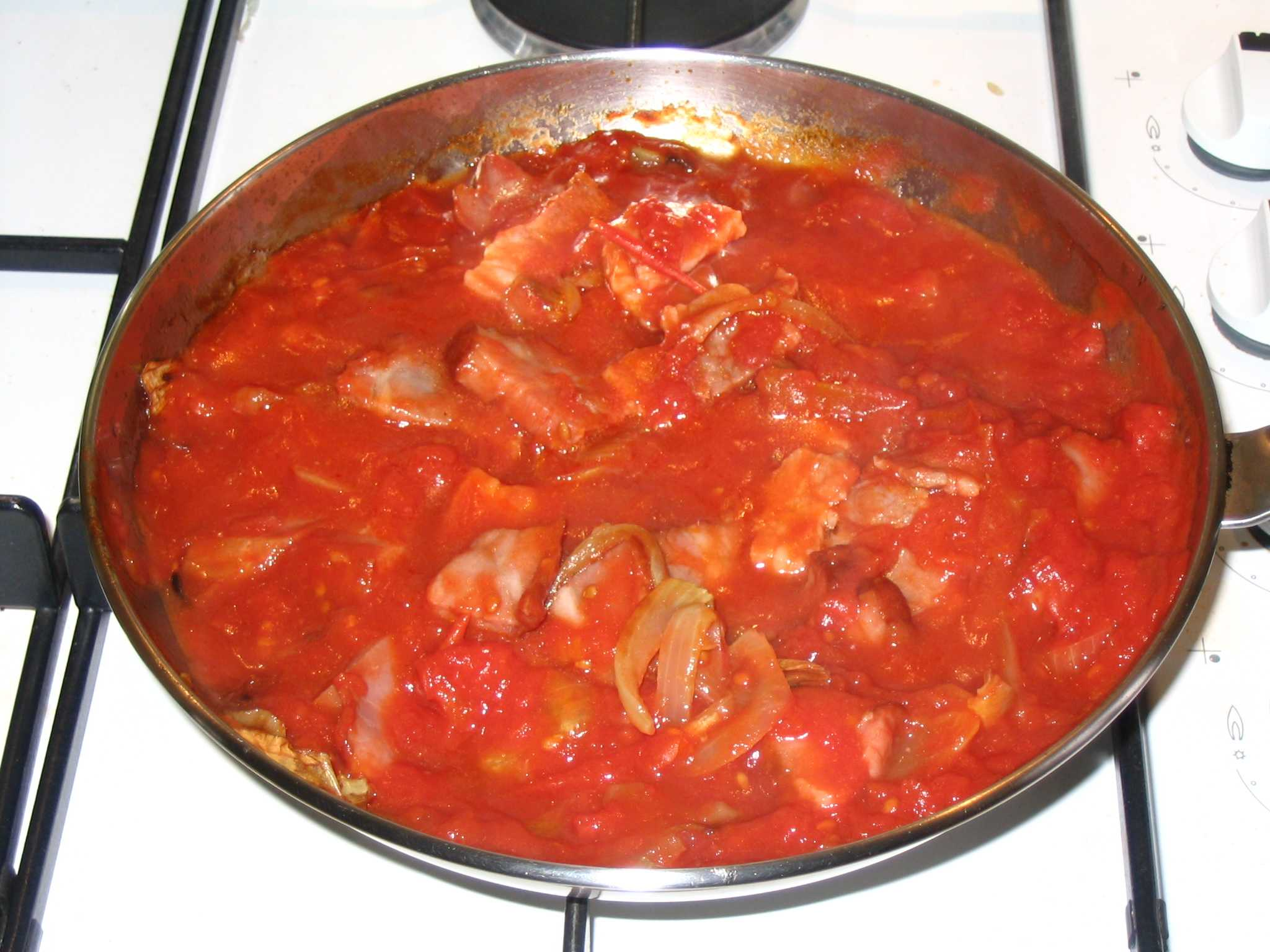
Соус аматричана
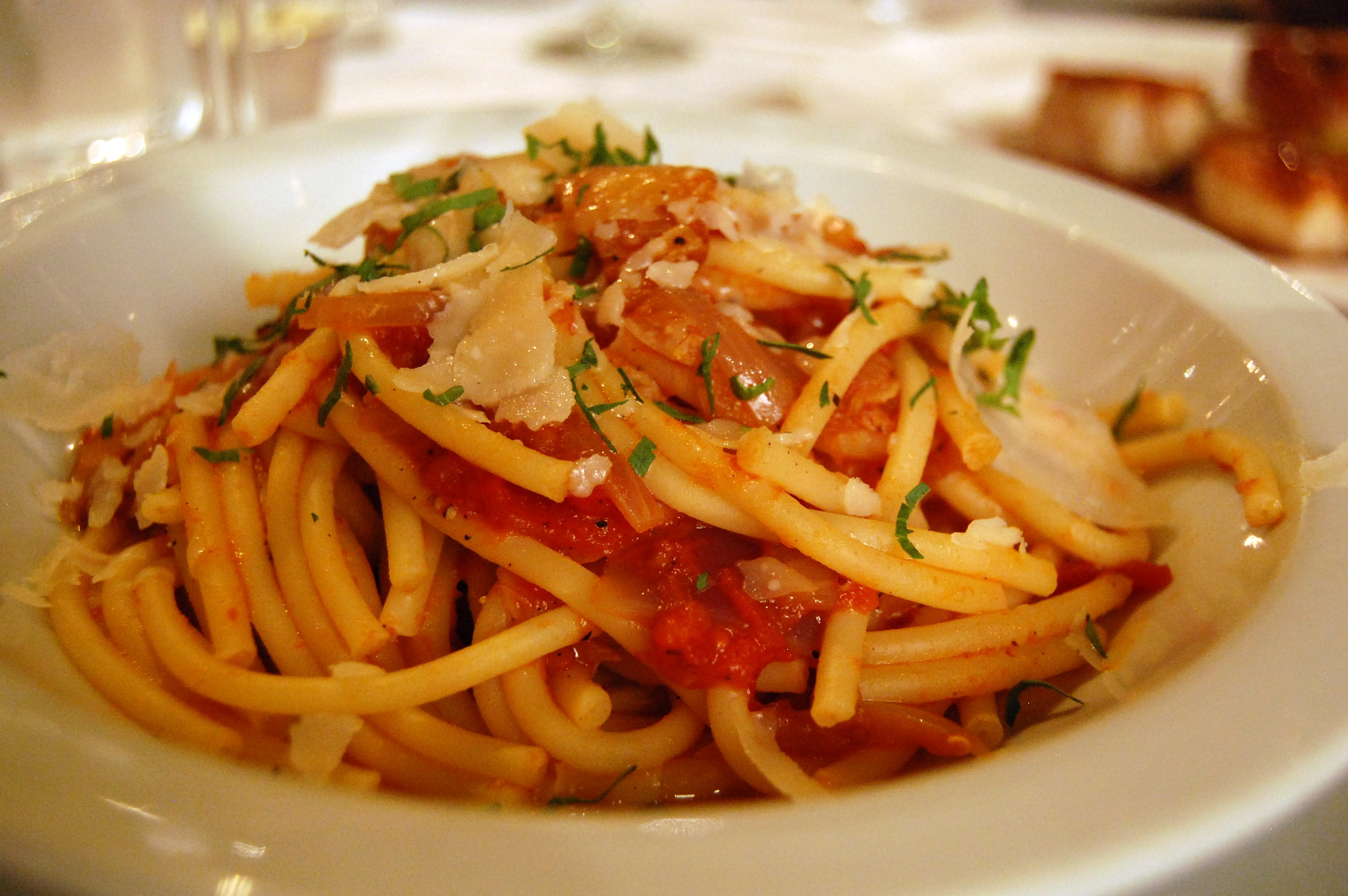
Букатини под соусом аматричана
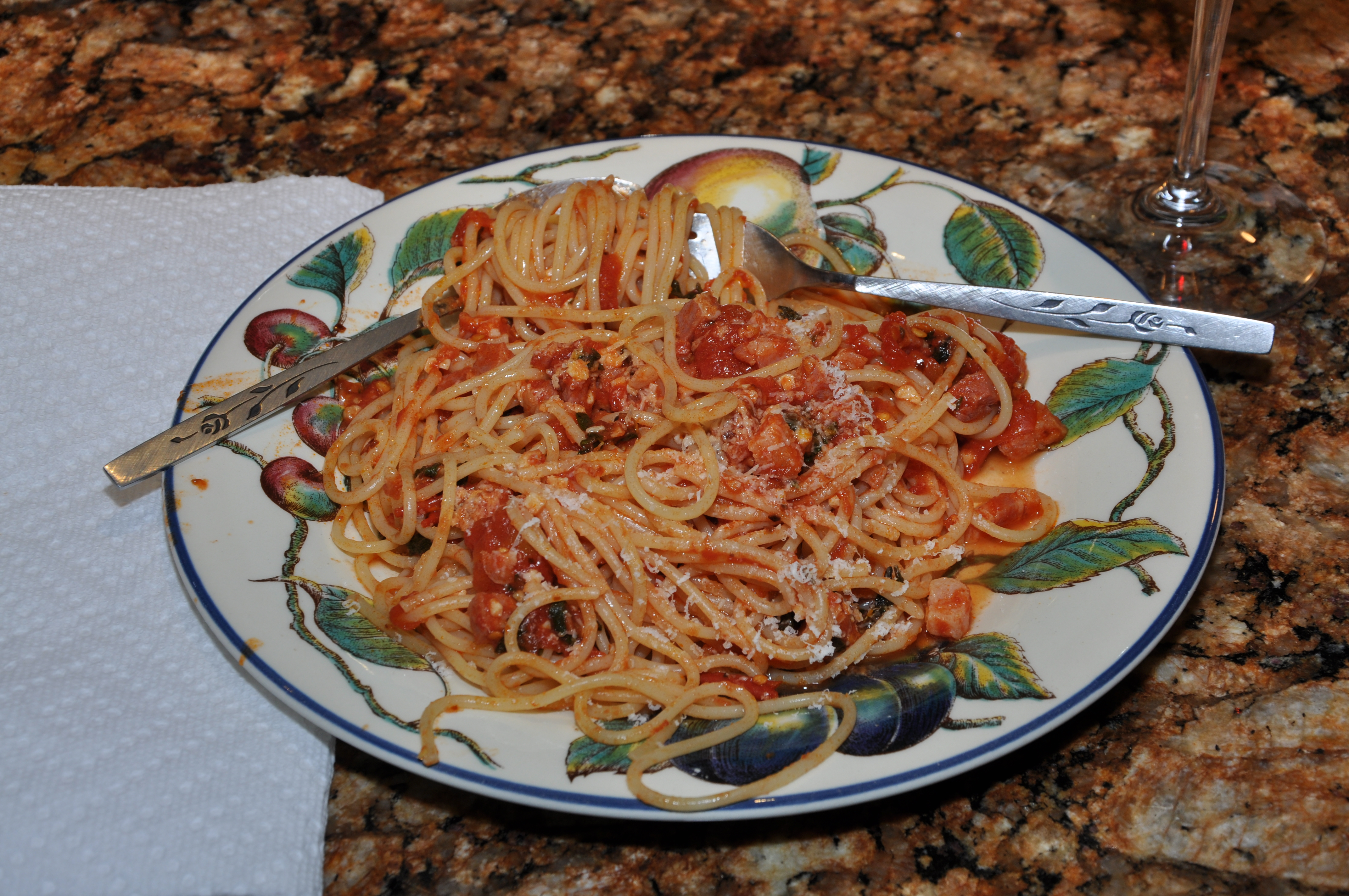
Спагетти под соусом аматричана